# Austin-Healey 100
La 100 è un'autovettura prodotta dalla BMC tra il 1953 ed il 1958 e venduta con marchio Austin-Healey.

## Il contesto
Nata per iniziativa di Donald Healey e presentata al salone dell'automobile di Londra del 1952, piacque molto ai dirigenti BMC, che si accordarono con Healey per produrla. La meccanica era quella della Austin A90, grossa berlina a due porte con un 4 cilindri in linea di 2660 cm³ (alesaggio per corsa 87,3x111,1 mm) da 90 CV.
La prima serie (siglata BN1), rimpiazzò la Austin A90 Atlantic, versione cabriolet della A90, che si era rivelata un fiasco completo. Fu prodotta a partire dal 1953, con lo stesso motore della A90 e un poco sportivo cambio manuale a 3 marce più overdrive. Il nome 100 indicava la velocità massima raggiungibile, 100 miglia orarie (160 km/h circa).
La 100 BN1 fu costruita sino al 1956, anno in cui fu sostituita dalla BN2, con nuovo cambio a 4 marce; il resto invece era immutato. Era disponibile una versione più spinta (la 100 M) con motore di 110 CV. Da ricordare anche la 100 S, con carrozzeria in alluminio e motore ulteriormente potenziato a 132 CV, di cui vennero costruiti solo 50 esemplari.
Nel 1955 fu realizzata la versione M, con diverse modifiche al propulsore per incrementarne la potenza da 90 a 110 cv. Questa versione aveva un cofano motore bloccato con cinghie di cuoio dotato di un numero di prese d'aria maggiore rispetto agli altri modelli.
Nel 1956 fu presentata la 100-6, con un nuovo motore 6 cilindri in linea di 2639 cm³ (alesaggio per corsa 79,37x88,90 mm) e 102 CV, derivato da quello delle Austin A90 Westminster. Due le versioni: la BN4 2+2 e la BN6 a due posti. Entrambe restarono in catalogo fino al 1958, sostituite dalla Austin-Healey 3000.